# Динитрогликольурил
Динитрогликольурил (DINGU, DNGU, Динитроглиоксальуреид) — бесцветное кристаллическое вещество не растворимое в воде, и многих других растворителях, растворим в ДМСО и в концентрированной HNO3.

## Взрывчатые свойства
Чувствительность к удару 88-125 см для груза 2 кг (тротил 80–120 см). Термически довольно стабилен — стабильность в вакууме 2,5 мл/г газа при 130 °C за 100 ч. Температура начала разложения около 130 °C, температура всп. 225–250 °C, скорость детонации 7580 м/с при плотности 1,75 г/см3. Расчётная для максимальной плотности — 8790 м/с; плотность 1,94 г/см3. Применяется как малочувствительное ВВ в литьевых смесях с тротилом, для частичной замены гексогена в смесях ТГ, а также в смеси со связующим в боеприпасах. Литьевая смесь тротил/DINGU 60/40 имеет скорость детонации 7330 м/с при 1,73 г/см3.

## Химические свойства
По природе является нитрамином и производным гликольурила — внутреннего уреида щавелевого диальдегида, получающегося из мочевины и глиоксаля в кислой среде.
Образует 3 изомера, 1,3-динитроглиоксальуреид химически малостабилен и разлагается при кипячении с водой. DINGU легко гидролизуется щелочами. Устойчив в воде и кислых растворах.

## Получение
Получают нитрованием глиоксальуреида 98% HNO3 (на 1 моль глиоксальуреида необходимо 3,5–9 моль кислоты, предпочтительно не менее 5, иначе необходимо очень интенсивное перемешивание). На первой стадии смесь выдерживают 20 мин при 40–50 °C, затем температуру повышают до 60–70 °C и держат ещё 40 мин. На протяжении всего процесса необходимо перемешивание, особенно на второй стадии. В лаборатории получают растворением 1 ч глиоксальуреида в 5 частях конц. HNO3 при температуре ниже 60 °C. Смесь охлаждают и для разрушения малостабильных примесей, составляющих 5–20% от массы, кристаллы промывают сначала холодной водой, а потом кипящей. Затем продукт промывают метанолом и сушат. Выход 75–95%. Промышленное производство разработано и освоено во Франции.